# Caudete de las Fuentes
Caudete de las Fuentes è un comune spagnolo di 820 abitanti situato nella comunità autonoma Valenciana.